# Kara Wolters
Kara Elizabeth Wolters, po mężu Drinan (ur. 15 sierpnia 1975 w Natick) – amerykańska koszykarka występująca na pozycji środkowej, reprezentantka kraju, mistrzyni olimpijska, świata, uniwersjady, po zakończeniu kariery zawodniczej telewizyjna analityczka koszykarska, komentatorka.
W 1997 roku została wygrana w drafcie do ligi ABL z numerem 3 przez New England Blizzard. 
Jej ojciec Wiliam grał w koszykówkę, w Boston College, po czym został wybrany do NBA w drafcie 1967 roku z numerem 12, ósmej rundy naboru przez Seattle SuperSonics. W lidze NBA nie zagrał. 

## Osiągnięcia
Na podstawie, o ile nie zaznaczono inaczej.

### NCAA
- Mistrzyni:
  - NCAA (1995)
  - turnieju konferencji Big East (1994–1997)
  - sezonu regularnego konferencji Big East (1994–1997)
- Uczestniczka rozgrywek:
  - Final Four NCAA (1995, 1996)
  - Elite 8 turnieju NCAA (1994–1997)
- Koszykarka roku:
  - NCAA (1997 według Associated Press)
  - konferencji Big East (1997)
- Most Outstanding Player (MOP=MVP) turnieju konferencji Big East (1995, 1996)
- Zaliczona do:
  - I składu:
    - All-America (1996 przez USBWA, United Press International and the Associated Press, 1997 przez Associated Press, Basketball America, United States Basketball Writers Association – USBWA, Kodaka)
    - konferencji Big East (1996, 1997)
    - turnieju:
      - NCAA Final Four (1995)
      - Big East (1994–1997)
      - regionalnego:
        - NCAA East Regional (1994, 1995)
        - NCAA Midwest Regional (1996, 1997)

    - debiutantek Big East (1994)

  - II składu Big East (1995)
  - składu honorable mention All-America (1996 przez Kodaka)
- 2. miejsce w głosowaniu na zawodniczkę roku – 1997 Boost/Naismith National Player of the Year
- Laureatka nagrody Victor Award (1996 dla najlepszej koszykarki akademickiej w USA)

### WNBA
- Mistrzyni WNBA (1999)

### Inne
- Wybrana do Galerii Sław Koszykówki Kobiet (2017)
- Liderka w blokach ABL (1998 – 64)[5]
- Finalistka konkursu wsadów ABL (1998)

### Reprezentacja
- Mistrzyni:
  - olimpijska (2000)[6][7][8]
  - świata (1998)[9][10]
  - uniwersjady (1997)[11]
- Wicemistrzyni uniwersjady (1995)[12]
- Brązowa medalistka mistrzostw świata (1994)[13][14]
- Zdobywczyni Pucharu Jonesa (1996)[15]